# くノ一ツバキの胸の内
『くノ一ツバキの胸の内』（くノいちツバキのむねのうち）は、山本崇一朗による日本の漫画作品。『ゲッサン』（小学館）にて、2018年2月号から2023年6月号まで連載された。

## 概要
男子禁制である「あかね組」の里で繰り広げられるくノ一たちの日常譚。
キャッチコピーは「『からかい上手の高木さん』の作者が贈るもうひとつの山本崇一朗ワールド」。作者曰く「女の子だらけの漫画を描いてみたくてはじめた」作品で、「高木さんに比べて好き勝手できるので楽しい」作品。
男性の存在は度々示唆されてはいるものの、生徒の主要登場人物は物心ついてから一度も男性を見たことがないまま育っており、男性に対して偏見を持っている。明確な名前を持った男性キャラも全く登場していない。
時代設定やキャラの年齢は作中では明確にされていないが、これまでの忍者創作にありがちな「伊賀流」や「甲賀流」といった史実的概念はなく、外部的にわかっている事は、あかね組と対になる「あおい組」の存在のみである。

## 登場人物
声の項は特記が無い限りテレビアニメ版の声優。
先生を除き生徒は十二支の名前を冠した班に分けられている。班決めは入学後に行われている。
本項では主人公ツバキが所属する戌班を最初に以降十二支の順で記載。生徒の誕生日と身長と得意な術と好きなものと嫌いなものは原作公式サイトから。

### あかね組

#### 生徒

##### 戌班
主要人物のくノ一班。最初はツバキとサザンカとアサガオ3人だったが、リンドウの転入により、あかね組唯一の4人班になった。
ツバキ
声 - 夏吉ゆうこ / 佐倉綾音（2018年PV）
誕生日：4月1日/身長：155cm/得意な術：全般/好きなもの：良い子/嫌いなもの：悪い子
本作の主人公。上級生。戌班班長。前髪をまとめて右側に流し、後ろ髪は1つに結んでいる。言葉遣いは常に丁寧。モクレンとは親友でベニスモモとは親友兼ライバル。
性格は真面目で得意な術での通り忍術は全般的に得意。ハナからは大きな信頼を寄せられており、あかね組のまとめ役となっている。男のことを知りたいという想いが大きくなってきており、葛藤している。またリンドウと2人きりになるとことあるごとに男のことについて尋ねている。男のことを考えると様々な術に支障を来す。
怒ると非常に恐ろしく豹変し、特に「悪い子」とした人物に対してはまるで容赦がなく、強気なベニスモモやヒナギクですら怯えてしまう程。
サザンカ
声 - 根本京里
誕生日：11月7日/身長：133cm/得意な術：火遁の術/好きなもの：姉さま/嫌いなもの：姉さまに馴れ馴れしいヤツ
下級生。人見知りが原因で初めは他のくノ一達と馴染めずイタズラばかりしており嫌われていたが、班決めの際にツバキに（サザンカのことを）嫌いではなく「好き」だと言われたことからツバキのことを好きになり、「姉さま」と呼んでいる。ツバキに対する想いが強すぎて、ツバキが構ってくれないと不貞腐れ、ツバキに対して馴れ馴れしいくノ一のことをよく思っておらず、ツバキとモクレンが仲良くしていただけで嫉妬してモクレンに決闘を申し込みそうになった。ツバキについての観察眼は人一倍優れており、体調や行動の変化に気づくのが早い。ツバキに出会うとすぐに抱きつく。アサガオと性格が合わず、よく喧嘩しているが時には自らアサガオと仲良くしたり下級生の勉強小屋での席で必ずアサガオと一緒に座ったり実際は喧嘩する程仲が良い関係。
得意な術は火遁の術とされているが、実は忍術全般で下級生屈指の実力者である。例えばアジサイと決闘した際も忍術では全く寄せ付ける事はなかった。空蝉の術や縄抜けの術も達者で、変化の術もできるが、髪を流す方向が逆であったり、背の高さが変化していない、瞳が変化してない等で少し惜しい。
脱走の常習犯であるなど、ハナ曰く問題児であり、コノハの怒られ回数No.1という点も頷ける。
アサガオ
声 - 鈴代紗弓
誕生日：7月25日/身長：170cm/得意な術：なし/好きなもの：食べ物/嫌いなもの：空腹
下級生。淡い茶褐色の肌で、下級生としては人一倍色々大きい。
得意な術はなく、変化の術は男ではなく魚に変身してしまうほど。ただし、かなりの力があり、自らではないにせよ、ドクダミにも食ってかかれる程である。
食いしん坊で、すぐにお腹を空かせる。空腹と眠気に弱い。食べ物を見つけると、それが罠であろうが突っ込んでしまう。
いつもは抜けているが、たまに鋭く鼻が利く。サザンカと性格が合わず、よく喧嘩しているが時には自らサザンカと仲良くしたり下級生の勉強小屋での席で必ずサザンカと一緒に座ったり実際は喧嘩する程仲が良い関係。
ハナ曰く問題児であり、コノハの怒られ回数No.3ではあるが、この多くはサザンカの巻き添え・とばっちりである。逆にサザンカを戒めようとする場面も多く、空腹と眠気の点を除けば、実は非常に誠実で優しい性格の持ち主である。
リンドウ
声 - 小原好美
誕生日：9月3日/身長：147cm/得意な術：呼身の術/好きなもの：お面/嫌いなもの：いそがしい時
上級生。元は男のいる里で暮らしていた転入生。里では男として育てられたため、一人称は「ボク」。しかし里の者たちに「やはり女の子として育てないといけない」と思われたことから引っ越してきた。当初は口調から男だと勘違いされていたが、ツバキによってあかね組のみんなには「病弱だったので、強く育って欲しい」との願いから男の子として育てられたと説明されている。人見知りで恥ずかしがり屋なため常に狐のお面をつけていたが、それを克服しようとして現在は外している。素顔は睫毛が立っており可愛らしい。得意な術は、直ちに人をその場に呼び出す術。
アニメ版では瞬間移動の際、他のあかね組のくノ一（先生も含む）とは異なり、煙を発さず瞬時残像のみ残り直ちに消える等の他の里で教わった忍術が基本となっている為か、忍術において他のくノ一とは趣が異なる点が多い。
釣りが大変苦手な様で、川釣りの際、サザンカやアサガオが多く魚を釣り上げている間一匹も釣れず、大変卑屈になる一面も見せるが、何故か一度だけは超大物を釣ってしまう事がある。

##### 子班
タチアオイ
声 - 市ノ瀬加那
誕生日：8月19日/身長：165cm/得意な術：体術/好きなもの：達成感/嫌いなもの：急な雨
上級生。子班班長。わりとドジ。班長として自己主張が弱く、下級生2人の意見のすりあわせしかしていないことに対して班長として不安を抱えていた。でもたまに班長らしく出来る事がある。
ヒグルマ
声 - 峯田茉優
誕生日：8月28日/身長：150cm/得意な術：体術/好きなもの：楽しいことならなんでも/嫌いなもの：くらいところ
下級生。額を見せ黄色髪兼金髪と思しき髪を後ろに結んだ髪が特徴。かなり楽観的な性格。
ハギ
声 - 近藤玲奈
誕生日：8月1日/身長：138cm/得意な術：潜伏の術/好きなもの：静かなところ/嫌いなもの：自分に対する期待感
下級生。かなりネガティブな性格。「死んじゃうよ～」が口癖となっている。

##### 丑班
シオン
声 - 長谷川育美
誕生日：10月3日/身長：160cm/得意な術：体術/好きなもの：アジサイ/嫌いなもの：なめこ
上級生。丑班班長。ぶっきらぼうだが強くて優しい。アジサイが可愛くて常に世話を焼いている。
スズラン
声 - 遠野ひかる
誕生日：3月24日/身長：155cm/得意な術：弓/好きなもの：アジサイ/嫌いなもの：毛虫
上級生。弓道用の胴のような物を身につけている。優しい性格で、アジサイが可愛くて常に世話を焼いている。
アジサイ
声 - 古賀葵
誕生日：7月10日/身長：137cm/得意な術：修行中/好きなもの：スズランとシオン/嫌いなもの：甘やかされること
下級生。同じ班の上級生2人に甘えてしまうことについて大きな悩みを抱えている。シオンに教えられて体術がまあまあ出来る。
度々サザンカらと揉めているせいか、コノハの怒られ回数No.5である。

##### 寅班
フキ
声 - 南真由
誕生日：2月5日/身長：140cm/得意な術：糸術/好きなもの：囲碁/嫌いなもの：言うことを聞かない人
下級生。寅班班長。下級生にしては落ち着いた風貌ではあるが、実力はイタドリとウメの2人がかりでもかなわない位には長けている模様。幼少期の頃は少し泣き虫だった模様。
笑い顔を見せないためイタドリとウメからどうにかして笑わせようとされたが、本人曰く顔に出ないだけで、イタドリとウメといることを楽しんでいる。
駄洒落に非常に弱く、散々駄洒落に晒されると爆笑してしまう。最初のうちはイタドリとウメが駄洒落を言う度に睨みつけていたが、それはただの脅しであり、実は駄洒落に弱いという事がイタドリとウメにバレた際は、ひたすら駄洒落に晒され笑わされてしまい、笑いすぎて力尽きるまで浴びせられた。
囲碁が趣味で同じ趣味のツワブキとは親友兼ライバルで屡々ツワブキと対局している。
イタドリ
声 - 七瀬彩夏
誕生日：3月29日/身長：134cm/得意な術：俊足の術/好きなもの：フキとウメ/嫌いなもの：勉強
下級生。額にバツ印のキズが特徴。これはウメが木から落ちて助けた際、岩に額をぶつけて出来たキズ。現在は本人も気に入っている模様。班決め前は額にバツ印のキズが無く顔も男の様な顔だった。フキを笑わせようとしている。
理由は不明だが、コノハの怒られ回数No.4である。
ウメ
声 - 和多田美咲
誕生日：3月6日/身長：137cm/得意な術：料理（術ではない）/好きなもの：イタドリとフキ/嫌いなもの：水泳
下級生。桃色ツインテールが特徴で、イタドリとは常に一緒に行動している。ヘビが苦手な模様。フキを笑わせようとしている。

##### 卯班
卯班の班員は舞台で歌謡・演奏を行い、生徒と先生一同楽しみにしている。いわゆる鼓笛隊である。故に戦闘力は無いに等しい。
カゲツ
声 - 会沢紗弥
誕生日：12月22日/身長：140cm/得意な術：歌術/好きなもの：歌/嫌いなもの：虫
下級生。卯班班長。歌唱・作詞担当。その歌声は大変美しく特にリンドウをうっとりさせてしまう程。リンドウ曰く「可愛い為モテそう」。カゲツが歌っている際、リンドウが余りに熱中しすぎて、ツバキが話しかけても「後にしてほしい」と言ってしまう程の惚れ込み様である。
ムクゲ
声 - 伊藤彩沙
誕生日：8月3日/身長：142cm/得意な術：タイコと体術を少し/好きなもの：カゲツの歌/嫌いなもの：ムカデ
下級生。小太鼓担当。カゲツの鼻唄が大好き。黒髪を後ろで結んでいる。
ホトトギス
声 - 幸村恵理
誕生日：9月10日/身長：145cm/得意な術：鎖鎌/好きなもの：カゲツの歌/嫌いなもの：うるさいやつ
下級生。横笛担当。カゲツの鼻唄が好き。燐とした白い長髪が特徴。

##### 辰班
ヒギリ
声 - 貫井柚佳
誕生日：8月29日/身長：155cm/得意な術：つむじ風の術/好きなもの：正義/嫌いなもの：テキトーな奴
上級生。辰班班長。班員を正しく導くのが務めだと考える。辰班唯一の下級生ハスを可愛がる。得意忍術は「つむじ風の術」。
スズシロ
声 - 高田憂希
誕生日：1月7日/身長：154cm/得意な術：勘/好きなもの：にぎやかなところ/嫌いなもの：細かいことを言う奴
上級生。好奇心旺盛で何よりも自分の直感を信じる性格。班長であるヒギリとはあまりウマが合わない。ハスを心配して、その行動を探ろうとする。
ハス
声 - 佳原萌枝
誕生日：7月1日/身長：135cm/得意な術：方位くるわせの術/好きなもの：絵をかくこと/嫌いなもの：暴力
下級生。自分の事を話さず上級生であるヒギリとスズシロにもある秘密を抱える。

##### 巳班
得意な術は「眠鈴の術」、ケンカを観賞するのが趣味など共通点が多い。とてつもなく仲良しで常に2人で居る双子姉妹。
『とても仲が良い』『すごく仲が良い』かで揉めて初めてケンカした。
その際に戌班に仲直りの仕方を教えてもらう際に『とてつもなく仲良し』で両者納得した。
異なる点としては髪が左流しで目尻が上がっているウイキョウ、髪が右流しで目尻が垂れているキキョウで逆。どちらが姉と妹かは謎。中途加入メンバーが居る戌班を除き基本3人構成の班では珍しく、巳班は初期から2人班を姉妹で構成している。
得意な忍術は、確実に相手を眠らせる「眠鈴の術」。しかしチームワークの大切さを学ぼうとするサザンカとアサガオコンビに対しては発動がかなり遅かった様で、ウイキョウとキキョウを驚かせる。
ウイキョウ
声 - 朝日奈丸佳
誕生日：6月3日/身長：137cm/得意な術：眠鈴の術/好きなもの：キキョウ、ケンカ鑑賞/嫌いなもの：2人の邪魔をするヤツ
キキョウ
声 - 田中美海
誕生日：6月3日/身長：137cm/得意な術：眠鈴の術/好きなもの：ウイキョウ、ケンカ鑑賞/嫌いなもの：2人の邪魔をするヤツ

##### 午班
単行本第2巻第10話「果物を巡るたたかい」においては丑班との記述だったが公式設定は午班。
ヒナギク
声 - 高野麻里佳
誕生日：5月27日/身長：153cm/得意な術：催眠術/好きなもの：かわいい私/嫌いなもの：かわいい私よりかわいいもの
上級生。自分のことをとても可愛いと自負しており、いわゆるナルシストで、そのプライドの高さが原因で他人を自分よりかわいいと思ってしまうと自暴自棄（主に泣く）になる。得意な術は催眠術の様に相手を意のままに操る術。
ベニスモモをライバル視しているが、当のベニスモモはなんとも思っていない様子である。「もて術」が流行った際、逆に散々からかわれる羽目に会い、やはり自暴自棄になってしまった。1人ぼっちになってしまった際、2人が裏切ったと勘違いして未班に入れてほしいと頼んだ事もあった。
ずる賢い一面もあり、先生が掲示した指示を塗り消してしまい、他班を填めようとするも、その企ては紐解かれ、バレてしまい、班員全員が投獄されてしまう事もあった。
キブシ
声 - 長縄まりあ
誕生日：3月25日/身長：151cm/得意な術：変化の術/好きなもの：かわいいヒナギク/嫌いなもの：ヒナギクの敵
上級生。常にヒナギクの側に居てヒナギクの可愛さを本人かそれ以上に賛美している太鼓持ちポジションでヒナギクの信頼が厚い。ヒナギクが泣いてしまった際にいつも慰めている。
オニユリ
声 - 大地葉
誕生日：8月31日/身長：156cm/得意な術：影ふみの術/好きなもの：ヒナギク、キブシ、肉/嫌いなもの：野菜
上級生。一度決めると絶対に折れない意志とアサガオとサザンカを圧倒するほどの戦闘力の持ち主。ただし物事をロジカルに客観視・中立視している事が多く屡々他班の要求を受け入れる一面もある。

##### 未班
ベニスモモ
声 - 山根綺
誕生日：3月3日/身長：157cm/得意な術：だいたい全部/好きなもの：一人で修業/嫌いなもの：口うるさいヤツ
上級生。三角形の髪留めが特徴的。多数の術を使える。
天才を自負しており、実際に実力はツバキと互角レベル。普段はハンモックで昼寝して敢えて自堕落に振る舞うが実は影で猛特訓をしてる努力家だが、ツバキと先生以外には隠している。隠す理由がベニスモモ曰く「こんなの知られたら、恰好悪いし」との事。
ツバキとは親友兼ライバル関係で立ち位置上もツバキとは対になる人物だが、自分の力を過信し過ぎることがあり、男鬼ごっこの際、ハナに直接挑むチャンスがあったがほぼ瞬殺される結果となり、今後も精進する様にとアドバイスされる。
ツバキや戌班などの他班との絡みも多く、例えばモクレンに対しては、いつも薬草収穫をサボっているホウセンカやツワブキをかばう姿勢に何かを思ったのか、薬草収穫を手伝う一面もある一方、ヒナギクが「もて術」で散々からかわれていた際は最初はすぐに元気づけようとしたが、自身の性格の悪い癖が出てしまい、さらに傷口をえぐった事を後悔する一面も見られる。
ミズバショウ
声 - 石見舞菜香
誕生日：6月23日/身長：162cm/得意な術：罠/好きなもの：読書/嫌いなもの：虫
上級生。癖で罠をいくつも作る。たいてい本を読んでおり、話を聞いていない。
一時期、余りにも通り道に罠を作りすぎ、ベニスモモにすら見抜けない罠を作ってしまった事から「罠づくり禁止令」が出る。禁断症状が発生し、ひと悶着あったが、その間にミズバショウ専用の罠づくり演習場が設けられる。
トウワタ
声 - 富田美憂
誕生日：8月9日/身長：142cm/得意な術：隠れ身の術/好きなもの：修行/嫌いなもの：寒さ
下級生。手裏剣の髪留めと常に大きな巻物を背負うのが特徴。「一に努力、二に努力、三、四も同じく五も努力」と根性論を説く努力家で、スポ根感溢れる。その為か話の語尾に「っス」が付くことが多い。
ベニスモモが影で鍛錬している事は知らず、ただ自分の才能だけで強いと考えており、班対抗戦があった際、ミズバショウと共に戌班に赴き、ツバキにベニスモモと一対一で勝負する様に依頼する。これはトウワタがベニスモモに対し「努力の重要さを教えて欲しい」という想いがあるが、実際には上述の通りである。
以降ベニスモモに大切にされるも信じられないとする一幕もあるが、少しは訓練に付き合うようになる事から、それなりに一目置かれている様子ではある。

##### 申班
医療班。いわゆる医療隊である。
モクレン
声 - 羊宮妃那
誕生日：4月18日/身長：153cm/得意な術：医療術/好きなもの：休日/嫌いなもの：争い
上級生。申班班長。得意な術は人（生き物）のけがをした部位をたたいて治す医療術。ツバキとは親友。人の頼み事を断れない性格。くノ一たちから頼りにされており、よく頼み事をされる。
医療術は基本的に「生きた動物」に対しての「外科的」処置に限られ、施術そのものは非常な苦痛を伴うが、怪我などの外傷は完全に無くなる。また医療術を無効にして苦痛のみ与えることも可能。
全くと言って良いほど怒ることが出来ず、班長としても、特にホウセンカとサザンカの喧嘩を止める事そのものが皆無である。しかしとあるきっかけで、2人に「医療術を連発する」というある意味厳しい仕打ち（本人は無意識であったにせよ、事実上の折檻）をする事があった。
ホウセンカ
声 - 河野ひより
誕生日：5月10日/身長：130cm/得意な術：手裏剣分身/好きなもの：魚の骨/嫌いなもの：サザンカ
下級生。医療術も使える。申班の名前をダサいと感じているようで、ライバル視をして嫌っているサザンカと戌班その物に、しばしば班の名前を交換しようと戦いを持ち掛けるが倒した所で班の名前が変わる決まりが無いので完全な無意味。サザンカには『申班のちび』とバカにされている。他にもツワブキをよく怒らせ喧嘩しているが実際は喧嘩する程仲が良い関係。
コノハの怒られ回数No.2でもある問題児。
ツワブキ
声 - 広瀬ゆうき
誕生日：10月14日/身長：165cm/得意な術：医療術/好きなもの：囲碁/嫌いなもの：座学
上級生。囲碁が趣味で同じ趣味を持つフキとは親友兼ライバルで屡々対局してる。ホウセンカにも頭を使うように言っているが本人はパワー型。医療術を使える。ホウセンカによく怒りを抱き喧嘩しているが実際は喧嘩する程仲が良い関係。

##### 酉班
タンポポとアザミが余りにもだらしなかったので、スミレが怒って精神を鍛え直すために山ごもりをしていた。スミレとは対照的にタンポポとアザミはステレオタイプ的なコギャルで自由奔放。
スミレ
声 - ファイルーズあい
誕生日：4月9日/身長：155cm/得意な術：透明の術/好きなもの：ちゃんとしてる人/嫌いなもの：不マジメなやつ
上級生。酉班班長。真面目な性格。メガネをかけ髪を後ろに結っている。左利き。スケジュールを固形の炭で直接ボードに書いている。得意忍術は透明化。
結局せっかくの山籠りも虚しく、タンポポとアザミが更生していないため、どうすればよいかをツバキに相談している。その際1日だけタンポポとアザミと同じ生活を送ったが、こいつらくノ一完全にナメてやがる…と同時にマジで…性根からたたき直さないとダメだなと結論付けた。その後特訓をするも、同じ生活を送った1日の癖が出てしまい、極稀にずぼらな対応をしてしまうようになった。
タンポポ
声 - 井上ほの花
誕生日：5月5日/身長：145cm/得意な術：縄抜けの術/好きなもの：スミレ/嫌いなもの：おこってるスミレ
下級生。山ごもりでおみやげを持ってきていた。上半身裸で胸を帯で巻く。何だかんだとスミレのことが好き。
アザミ
声 - 朝井彩加
誕生日：7月20日/身長：140cm/得意な術：トゲトゲの術/好きなもの：自由/嫌いなもの：計画
下級生。胸にさらしを巻いている。なんだかんだとスミレのことが好き。

##### 亥班
全員攻撃力が高く里の12班の中では最強と言われる。気が良いが超が付く程の方向オンチでバカである事を気にし、バカと言われると烈火の如く怒る為にあかね組では亥班に対し『バカ』が禁句である。その一方で『それはそれ、これはこれ』と言う感じで『アサガオにバカにされた』と誤解して怒ってたのに対し猪肉を貰って無かったツバキとサザンカとリンドウに急に態度を切り替え優しく接したりする。その為にサザンカから苦手意識を持たれ、リンドウからは余計に恐怖心を抱かれた。バカと方向音痴を除けばくノ一の腕は確かな為にツバキから尊敬されている。特にドクダミを慕う。方向音痴を克服する為に里を離れ修行の旅に出てドクダミが編み出した秘術で克服したように思えたが、その秘術が「ドクダミが高く投げた棍棒が倒れた方に行く」というもので、それをモクレンから聞いた戌班は呆れ、結局亥班は方向音痴とバカを克服してなかった。この事からあかね組の里に戻って来られたのも運が良かった模様。
ドクダミ
声 - 川井田夏海
誕生日：6月27日/身長：172cm/得意な術：方位知りの術/好きなもの：肉/嫌いなもの：バカにされること
上級生。亥班班長。武器はでかく太くて重い棍棒。とにかく力が強い。鬼の角のような額当てを着けている。
怒らせなければ非常に気が利き優しい性格。
アオギリ
声 - 小市眞琴
誕生日：6月18日/身長：160cm/得意な術：居合い/好きなもの：刀/嫌いなもの：バカにされること
上級生。武器は刀。その居合術は目に見えないレベル。右目に眼帯を着けている。笑顔を作るのが苦手。モクレンに教わるも全く違う方向の笑顔を作れるようになってしまった。
シャクヤク
声 - 土屋李央
誕生日：5月29日/身長：152cm/得意な術：ぶっとばす/好きなもの：走ること/嫌いなもの：バカって言われること
上級生。武器は曲刀。すばやく急所を的確に狙うことができる。

#### 先生
ハナ
声 - 内山夕実
あかね組の長で上級生の授業を担当している。根は生徒想いの良き先生だが怒ると怖い為にくノ一全員から恐れられる。ツバキのことを頼もしく思っている。くノ一の腕は確かで投げられた手裏剣を人差し指で弾いて木をえぐることが可能だが、腰痛持ちでもあり、その所為でくノ一の腕が鈍る事が有る。多数の白蛇を飼っており、生徒の訓練のため使役する事がある。
コノハ
声 - M・A・O
あかね組のNo.2。下級生の授業を担当している。丸い黒髪に太い前髪を鼻の上まで垂らし揉み上げが白髪なのが特徴。クールな性格で下級生に慕われる。得意な術は「舞葉の術」で、これは僅かに葉に触れただけでみのむし状態になってしまい、（縄抜けとは異なり）さすがのツバキでも抜ける事は出来ない。医療術も使える。

### その他
男？（おとこ？）
声 - 小林親弘
原作第1話「危険な男」とTVアニメ一の巻「危険な男」で登場。名前はTVアニメEDクレジットから。声から推測して教師の可能性が高い。夜に修行していた時に、男を捕まえにあかね組の里を抜け出したサザンカとアサガオをツバキが捕まえに行った際に、3人が偶然遭遇。ツバキは男を一目見たい気持ちを押し殺し、一度はその場を去ろうとしたが、サザンカが言った「偵察」の名目ですっかり流され、近付いた際にツバキ達の少し離れた場所から突然後ろから「誰かいるのか？」と声を掛け、ツバキがその事に驚きと恥ずかしさで慌てサザンカとアサガオを連れ逃げてしまった為に、最後まで鮮明に姿を見せる事が無く影での登場だった。この際、夜目の効くアサガオは顔を見ていたため、後ほどベニスモモらに変化の術で、男の姿を見せて欲しいと頼まれる。しかしアサガオはそれが得意ではなく、魚に変化してしまったため、その姿があらわになることはなかった。
タコとサル
声 - 小野大輔
TVアニメオリジナル登場人物でTVアニメ十三の巻「決戦！あかね組VS男！？」で登場。頭に緑色の液体のようなものがかかった状態のタコを長身のサルが顔に被った姿。腰痛を酷くしたハナをコノハが医者に診せるため里を不在にしていた際に偶然あかね組の里を襲撃。宿舎と食堂の一部を破壊して畑も荒らす大事件を起こした。リンドウは「山賊という凶暴な男が犯人では？」と推測して夜にあかね組のくノ一達は全員交代しながら見張りする様になり、その夜にあかね組の里を襲撃し、ツバキ達は激闘を繰り広げる。最後はツバキとベニスモモの共闘で敗北。実はその正体は名前通りタコとサル。体の一部がタコの墨で墨塗れになったサルとサルの頭に覆い被さったタコでタコの頭の緑髪だと思われた物も苔だった模様でツバキとベニスモモに敗北時にその苔も頭からずれ落ちていた。あかね組の里を襲撃したのもタコで前が見えずサルがただ所構わず移動しただけで墨自体はタコ自身が吐いていた。ツバキとベニスモモの活躍でタコがサルの頭から取れた際はサルはそのまま何処かに逃げ出し、正体がタコとサルだと分かるとツバキとベニスモモはその場で意気消沈した。
男？？（おとこ？？）
声 - 三上哲
TVアニメ十三の巻「決戦！あかね組VS男！？」終盤で登場。名前はTVアニメEDクレジットから。声から判断して原作第1話「危険な男」とTVアニメ一の巻「危険な男」で登場した男？とは別の男。ハナとは面識が有り何らかの理由で度々会っている模様。男？同様影が掛かりはっきりと顔が見えないが髪を後ろに結び髭を生やし青い着物を着用している。気配を察知されない優秀な忍でツバキとハナの話を狸に変化して聞いていた。ハナの腰痛が酷くなり、コノハが付き添いであかね組の里を離れハナが医者に会いに行った際にハナはツバキにあかね組の里の留守を任せたが実は彼にもあかね組の里を任せていた。しかしあかね組の生徒達の活躍で出る幕は無かったらしい。

## 用語
あかね組
山に囲まれた男子禁制の忍者の里で暮らしているくノ一たち。「男は危険な生き物のため、交流することを禁ず」「無断で勝手な行動をとるべからず」などいくつかの掟がある。かつては男子のみの忍者集団であるあおい組と交流があったが、とある事情により互いに交流を絶っている。その敷地内には、平地の真ん中に宿舎が、両端に上級生・下級生それぞれの勉強小屋がある。さらに演習場、より離れた所に温泉と思しき広い露天風呂がある。ただし、宿舎の近隣にも風呂はあるらしく、それとは別に露天風呂は入浴可能な日時が定められており、とある事情により厳守しなければならない。
班決め
あかね組では、山の頂上まで一緒に登ってきた者同士が同じ班となる。最後から2番目に到着したツバキ・サザンカ・アサガオが戌班となり、日が暮れてしまった為登山は打ち切られ、道に迷ってしまったドクダミ・アオギリ・シャクヤクの3人は到着することなく自動的に亥班となった。

## コラボ
単行本第1巻の最後に特別コラボマンガと題して戌班の3人が『からかい上手の高木さん』とコラボしている。

## 書誌情報
- 山本崇一朗 『くノ一ツバキの胸の内』 小学館 〈ゲッサン少年サンデーコミックス〉、全9巻
  1. 2018年7月12日発売[30]、ISBN 978-4-09-128439-6
  2. 2019年2月12日発売[31]、ISBN 978-4-09-128877-6
  3. 2019年7月4日発売[32]、ISBN 978-4-09-129288-9
  4. 2020年1月10日発売[33]、ISBN 978-4-09-129571-2
  5. 2020年8月12日発売[34]、ISBN 978-4-09-850213-4
  6. 2021年11月12日発売[35]、ISBN 978-4-09-850213-4
  7. 2022年4月12日発売[36]、ISBN 978-4-09-851064-1
  8. 2023年3月10日発売[37]、ISBN 978-4-09-851764-0
  9. 2023年8月9日発売[38]、ISBN 978-4-09-852774-8

## テレビアニメ
2022年4月10日から7月3日までTOKYO MXほかにて放送された。
キャスティングについては、主人公ツバキと彼女が所属する「戌班」のキャストがリンドウを除いて最初に発表。その後、2022年3月3日から4月6日まで毎日一人ずつ35日連続で発表するというプロモーションが行われた。
原作の5巻までと7巻の一部をアニメ化したが原作の話数通りではなくバラバラの構成で最終回である十三の巻はアニメオリジナルのエピソードである。

### スタッフ
- 原作 - 山本崇一朗[7]
- 監督 - 角地拓大[7]
- シリーズ構成・脚本 - 守護このみ[7]
- キャラクターデザイン - 奥田陽介[7]
- アクション監修 - 長田信博
- 色彩設計 - 山口舞[7]
- 美術監督 - 吉原俊一郎[7]
- 美術設定 - 青木薫[7]
- プロップデザイン - 伊藤雅子
- 撮影監督 - 大島由貴[7]
- 3Dディレクター - 千野勝平[7]
- 編集 - 瀧川三智[7]
- 音響監督 - 明田川仁[7]
- 音楽 - 白戸佑輔[7]
- 音楽プロデューサー - 山内真治
- 音楽制作 - アニプレックス
- チーフプロデューサー - 中山信宏
- プロデューサー - 丹羽将己、山崎泰宏、中島保裕、佐々木礼子、大和田智之
- アニメーションプロデューサー - 瀬戸敬太
- 制作 - CloverWorks[7]
- 製作 - 製作委員会の胸の内（アニプレックス、中外鉱業、グッドスマイルカンパニー、小学館、BS11、ADKマーケティング・ソリューションズ）

### オープニングテーマ
「ハイライト・ハイライト」
the peggiesによるオープニングテーマ。作詞・作曲は北澤ゆうほ、編曲はthe peggies、江口亮。

### エンディングテーマ
エンディングテーマに関しては制作プロジェクト「くノ一ツバキの音合わせ」が企画され、全楽曲の作詞をくまのきよみ、全作曲を白戸佑輔が担当しつつ、毎話異なるクリエイター（Masahiro "Godspeed" Aoki、伊藤翼、氏原ワタル、菊池亮太、菅波栄純、鈴木Daichi秀行、椿山日南子、ha-j、yamazo）が共同作曲者および編曲者として参加する。全楽曲の内2曲（酉班・午班）は一般公募が実施された。
「あかね組活動日誌 〜戌班〜」
ツバキ（夏吉ゆうこ）、サザンカ（根本京里）、アサガオ（鈴代紗弓）によるエンディングテーマ。編曲は白戸佑輔。
「あかね組活動日誌 〜未班〜」
ベニスモモ（山根綺）、ミズバショウ（石見舞菜香）、トウワタ（富田美憂）によるエンディングテーマ。共同作曲・編曲は鈴木Daichi秀行。
「あかね組活動日誌 〜巳班〜」
キキョウ（田中美海）、ウイキョウ（朝日奈丸佳）によるエンディングテーマ。共同作曲・編曲は椿山日南子。
「あかね組活動日誌 〜申班〜」
モクレン（羊宮妃那）、ツワブキ（広瀬ゆうき）、ホウセンカ（河野ひより）によるエンディングテーマ。共同作曲・編曲はha-j。
「あかね組活動日誌 〜丑班〜」
シオン（長谷川育美）、スズラン（遠野ひかる）、アジサイ（古賀葵）によるエンディングテーマ。共同作曲・編曲は伊藤翼。
「あかね組活動日誌 〜寅班〜」
フキ（南真由）、イタドリ（七瀬彩夏）、ウメ（和多田美咲）によるエンディングテーマ。共同作曲・編曲はMasahiro "Godspeed" Aoki。
「あかね組活動日誌 〜辰班〜」
ヒギリ（貫井柚佳）、スズシロ（高田憂希）、ハス（佳原萌枝）によるエンディングテーマ。共同作曲・編曲は菊池亮太。
「あかね組活動日誌 〜亥班〜」
ドクダミ（川井田夏海）、アオギリ（小市眞琴）、シャクヤク（土屋李央）によるエンディングテーマ。共同作曲・編曲は氏原ワタル。
「あかね組活動日誌 〜酉班〜」
スミレ（ファイルーズあい）、タンポポ（井上ほの花）、アザミ（朝井彩加）によるエンディングテーマ。共同作曲・編曲は赤山コウ。
「あかね組活動日誌 〜子班〜」
タチアオイ（市ノ瀬加那）、ヒグルマ（峯田茉優）、ハギ（近藤玲奈）によるエンディングテーマ。共同作曲・編曲はeijun。
「あかね組活動日誌 〜卯班〜」
カゲツ（会沢紗弥）、ホトトギス（幸村恵理）、ムクゲ（伊藤彩沙）によるエンディングテーマ。共同作曲・編曲はyamazo。
「あかね組活動日誌 〜午班〜」
ヒナギク（高野麻里佳）、キブシ（長縄まりあ）、オニユリ（大地葉）によるエンディングテーマ。共同作曲・編曲は川口ケイ。
「あかね組活動日誌 〜ねうしとらうたつみうまひつじさるとりいぬい大集合！〜」
ツバキ（夏吉ゆうこ）、サザンカ（根本京里）、アサガオ（鈴代紗弓）、リンドウ（小原好美）、ベニスモモ（山根綺）、ミズバショウ（石見舞菜香）、トウワタ（富田美憂）、ウイキョウ（朝日奈丸佳）、キキョウ（田中美海）、モクレン（羊宮妃那）、ツワブキ（広瀬ゆうき）、ホウセンカ（河野ひより）、シオン（長谷川育美）、スズラン（遠野ひかる）、アジサイ（古賀葵）、フキ（南真由）、イタドリ（七瀬彩夏）、ウメ（和多田美咲）、ヒギリ（貫井柚佳）、スズシロ（高田憂希）、ハス（佳原萌枝）、ドクダミ（川井田夏海）、アオギリ（小市眞琴）、シャクヤク（土屋李央）、スミレ（ファイルーズあい）、タンポポ（井上ほの花）、アザミ（朝井彩加）、タチアオイ（市ノ瀬加那）、ヒグルマ（峯田茉優）、ハギ（近藤玲奈）、カゲツ（会沢紗弥）、ホトトギス（幸村恵理）、ムクゲ（伊藤彩沙）、ヒナギク（高野麻里佳）、キブシ（長縄まりあ）、オニユリ（大地葉）によるエンディングテーマ。編曲は白戸佑輔。

### 各話リスト
| 話数     | サブタイトル                       | 絵コンテ               | 演出                                   | 作画監督 | 総作画監督                   | 初放送日       |
| -------- | ---------------------------------- | ---------------------- | -------------------------------------- | --- | ---------------------------- | -------------- |
| 一の巻   | 危険な男                           | 角地拓大               | 山城智恵                               | 伊藤雅子 佐々木貴宏 | 奥田陽介                     | 2022年 4月10日 |
| 二の巻   | 努力と天才姉さまと脱出計画         | 佐藤光                 | 篠原正寛 角地拓大                      | 高橋沙妃 井戸田あかね | 伊藤雅子                     | 4月17日        |
| 三の巻   | 仲良し対決男鬼ごっこ               | 富井ななせ             | 富井ななせ                             | 佐々木貴宏 | 奥田陽介                     | 4月24日        |
| 四の巻   | 男と女モクレンの医療術             | 山城智恵               | 山城智恵                               | 小谷ひとみ さとう沙名栄 泉美紗子 くまがぱんいち 工藤ゆき                                                                                          | 伊藤雅子                     | 5月1日         |
| 五の巻   | 果物を巡るたたかい一人前と甘やかし | 頂真司 西森章 角地拓大 | 相浦和也                               | 齋藤美旺 佐々木貴宏 Zhou gang 工藤公聖 森本翼 | 奥田陽介                     | 5月8日         |
| 六の巻   | 転入生人見知り                     | 篠原正寛               | 倉富康平                               | 小堤悠香 こまもとあいこ 古林杏子 工藤ゆき 山村俊了                                                                                                | 佐々木貴宏                   | 5月15日        |
| 七の巻   | リンドウの決意夜中の呼び出し       | 松林唯人               | 峯友則                                 | 森川侑紀 古徳真美 小島祐佳 中林蘭子 久保山誠士 小谷ひとみ 井戸田あかね                                                                            | 奥田陽介 伊藤雅子 佐々木貴宏 | 5月22日        |
| 八の巻   | 最強の班姉さま                     | 富井ななせ             | 富井ななせ                             | 井戸田あかね 小谷ひとみ 山崎絵美 スタジオバインド 山村俊了 李嘉                                                                                   | 伊藤雅子                     | 5月29日        |
| 九の巻   | ヘビと男成果とは                   | 角地拓大               | 角地拓大                               | こまもとあいこ 佐々木貴宏 くまがぱんいち 藤澤俊幸 スタジオバインド 李嘉 何映潭 山村俊了                                                           | 奥田陽介                     | 6月5日         |
| 十の巻   | 班長の悩み貸しと借り               | 倉田綾子               | 倉田綾子                               | 河合拓也 | 奥田陽介                     | 6月12日        |
| 十一の巻 | もて術モテたい                     | 福田道生               | 佐々木純人 児玉亮 小島隆史 [ 注釈 11 ] | スタジオレオ 佐藤結佳 崔駿祥 伊藤雅子 [ 注釈 11 ] 大津りか 小谷ひとみ [ 注釈 11 ] 泉美紗子 森本翼 [ 注釈 11 ] 山本俊了 何映潭 李嘉 Ast 金禧英 CJT | 奥田陽介 佐々木貴宏          | 6月19日        |
| 十二の巻 | ライバル男の絵                     | いまむら               | いまむら                               | 井戸田あかね 小谷ひとみ 森本翼 山崎絵美 | 伊藤雅子                     | 6月26日        |
| 十三の巻 | 決戦！ あかね組vs男!?              | 井端義秀               | 山城智恵 倉富康平 角地拓大             | こまもとあいこ 向川原憲 泉美紗子 藤澤俊幸 齋藤美旺 大津りか 山下菜摘 けろりら                                                                     | 奥田陽介 伊藤雅子 佐々木貴宏 | 7月3日         |

### 放送局
| 放送期間 | 放送時間                     | 放送局       | 対象地域   | 備考                                       |
| --- | ---------------------------- | ------------ | ---------- | ------------------------------------------ |
| 2022年4月10日 - 7月3日 | 日曜 0:00 - 0:30（土曜深夜） | TOKYO MX     | 東京都     |                                            |
| |                              | とちぎテレビ | 栃木県     |                                            |
| |                              | 群馬テレビ   | 群馬県     |                                            |
| |                              | BS11         | 日本全域   | 製作参加 / BS放送 / 『ANIME+』枠           |
| 2022年4月10日 - 7月9日 | 日曜 2:25 - 2:55（土曜深夜） | 中京テレビ   | 中京広域圏 | 最終話は土曜 3:02 - 3:32（金曜深夜）に放送 |
| 2022年4月10日 - 7月3日 | 日曜 3:38 - 4:08（土曜深夜） | 毎日放送     | 近畿広域圏 | 『アニメシャワー』第4部                    |
| | 日曜 21:30 - 22:00           | AT-X         | 日本全域   | CS放送 / リピート放送あり                  |
| 中京テレビでは2022年7月3日、最速放送局では2022年7月7日にそれぞれ特番「TVアニメ「くノ一ツバキの胸の内」音合わせスペシャル」を放送。 |                              |              |            |                                            |

| 配信開始日    | 配信時間                   | 配信サイト |
| ------------- | -------------------------- | --- |
| 2022年4月10日 | 日曜 0:30（土曜深夜） 更新 | dアニメストア |
| 2022年4月12日 | 火曜 12:00 更新            | Netflix U-NEXT アニメ放題 ABEMA バンダイチャンネル Hulu GYAO! ひかりTV FOD Amazon Prime Video WOWOWオンデマンド ビデオマーケット DMM.com music.jp |
| 2022年4月13日 | 水曜 0:00（火曜深夜） 更新 | TELASA J:COMオンデマンド みるプラス auスマートパスプレミアム                                                                                      |

### BD / DVD
| 巻 | 発売日        | 収録話          | 規格品番      | 規格品番      |
| 巻 | 発売日        | 収録話          | BD限定版      | DVD限定版     |
| -- | ------------- | --------------- | ------------- | ------------- |
| 1  | 2022年7月6日  | 第1話 - 第2話   | ANZX-15183/4  | ANZB-15183/4  |
| 2  | 2022年8月10日 | 第3話 - 第4話   | ANZX-15923/4  | ANZB-15923/4  |
| 3  | 2022年9月7日  | 第5話 - 第6話   | ANZX-15985/6  | ANZB-15985/6  |
| 4  | 2022年10月5日 | 第7話 - 第8話   | ANZX-15987/8  | ANZB-15987/8  |
| 5  | 2022年11月9日 | 第9話 - 第10話  | ANZX-15989/90 | ANZB-15989/90 |
| 6  | 2022年12月7日 | 第11話 - 第12話 | ANZX-15191/2  | ANZB-15191/2  |
| 7  | 2023年1月11日 | 第13話          | ANZX-15193/4  | ANZX-15193/4  |

### Webラジオ
『男子禁制!?くノ一ラジオの胸の内』が2022年3月25日より6月24日まで毎週金曜19時に音泉およびアニプレックスのYouTubeチャンネルにて配信された。パーソナリティはツバキ役の夏吉ゆうこ、サザンカ役の根本京里、アサガオ役の鈴代紗弓が各回2名の交代制で担当する。

#### ゲスト
- 第2回（4月1日） - 北澤ゆうほ
- 第4回（4月15日） - 市ノ瀬加那
- 第5回（4月22日） - 石見舞菜香
- 第6回（4月29日） - 朝日奈丸佳
- 第7回（5月6日） - 羊宮妃那
- 第8回（5月13日） - 長谷川育美
- 第10回（5月27日） - 小原好美
- 第11回（6月3日） - 土屋李央
- 第12回（6月10日） - ファイルーズあい
- 第13回（6月17日） - 南真由

### 特別番組
全13話の放送終了後、一部の放送局において、スタッフ・キャスト出演の特別番組『TVアニメ「くノ一ツバキの胸の内」音合わせスペシャル』が2022年7月6日に放送された。毎話アレンジの異なるエンディングテーマの注目ポイントの紹介が中心で、エンディング全バージョンと劇伴を収録した同日発売のCD「くノ一ツバキの胸の内 あかね組音楽集」の紹介もされた。